# Marko Marić (ur. 1983)
Marko Marić (ur. 25 kwietnia 1983 w Zagrzebiu) – chorwacki piłkarz występujący na pozycji pomocnika. Wychowanek Dinama Zagrzeb, w swojej karierze grał także w takich zespołach jak Marsonia Slavonski Brod, NK Zagreb, Egaleo, Lille OSC, Skoda Ksanti oraz Chicago Fire. Były reprezentant Chorwacji do lat 21.